# 南腔北调集
《南腔北调集》是鲁迅的一部杂文集，收录了鲁迅和瞿秋白以魯迅名義在1932-1933年间所写的51篇杂文，包括《我们不再受骗了》、《听说梦》、《为了忘却的纪念》、《关于女人》（瞿）、《沙》、《上海的儿童》、《火》、《论翻印木刻》、《家庭为中国之基本》等。
- 《南腔北调集》1934年上海同文书局初版
- 《鲁迅全集》，人民文学出版社 第4卷